# Doris West
Doris Renée West (Tres Arroyos; 5 de marzo de 1930) es una enfermera argentina, veterana de la guerra de Malvinas.
West trabajaba desde 1978 en el buque Formosa, de ELMA (Empresa Líneas Marítimas Argentinas), y fue la única enfermera 
de ese buque mercante que trasladaba municiones y comida para los soldados durante el conflicto y fue bombardeado por los ingleses.
Junto a la Alférez Liliana Colino y las tres mujeres de la Misión Influencia:Maureen Dolan, Sylvia Storey y Cristina Cormack, Doris West fue una de las cinco mujeres en desembarcar en Malvinas, y a su vez la única mujer en la tripulación del carguero.

## Homenajes
- En virtud de la resolución nacional 1.438/12 del Ministerio de Defensa, el 19 de noviembre de 2012 le fue otorgado un Reconocimiento por su labor desempeñada en el Conflicto Armado del Atlántico Sur, junto a otras 15 excombatientes de Malvinas del sexo femenino[8]

- Una paseo jardín del barrio Villa Pueyrredón de la capital de la Argentina lleva el nombre ""Tripulantes Buque Mercante Formosa/LRQF"" desde 2009, en virtud de la ley 3.164 de la Ciudad de Buenos Aires.[9] En el mismo se ha colocado una placa recordativa de mármol negro, con la inscripción de la lista de todos los tripulantes del ELMA Formosa durante el conflicto del Atlántico Sur de 1982, en la que Doris West figura como enfermera del buque.